# 未然形
未然形（みぜんけい）とは、日本語の用言における活用形の一つ。日本語の動詞や形容詞などは語形変化を起こすが、活用形とは学校文法において語形変化後の語形を6つに分類したもので、そのうち四段動詞の語末がア段で構成されているものを基準に作られたのが未然形である。

## 定義
未然とは「まだそうではない」という意味であり、否定の「ず」や意志・推量を表す「む」によって作られる語形を意識した名称である。江戸時代の国学では将然言ともいい、これは「そうしようとする」「そうなるだろう」の意味である。
「ず」や「む」をつけると四段動詞の語末はア段音に変化する。例えば、「書く」は「書か｜ず」「書か｜む」となる。これに基づき「ず」「む」が付いた際の他の動詞活用や形容詞・形容動詞・助動詞の語形を総称したものが未然形である。未然形が定まると、逆に付属語の方の分類にも使われるようになり、未然形に接続する助詞・助動詞として「る・らる」や「す・さす」「まし」…があるというように使われるようになった。
なお現代口語の文法もこれにもとづいて作られているが、意志・推量の「む」が「う」になったことと、否定の「ず」が「ない」になったこととで語形が異なるものになっており、四段動詞は「書こう」のようにア段音+う→オ段長音に変化したので、五段動詞としてオ段音も含むことになり、形容詞・形容動詞では「おいしかろう」「静かだろう」のように「かろ」「だろ」となった。また形容詞・形容動詞に「ない」がつくと「おいしくない」「静かではない」のようになるのであるが、「ない」を補助形容詞として連用修飾の「く」や「で」としたので、形容詞・形容動詞において否定形は未然形から除外されることになった。
| 文語     | 文語         | 文語     | 文語         | 文語   | 口語         | 口語   | 口語       | 口語     | 口語 |
| 品詞     | 活用の種類   | 例語     | 語形         | 語形   | 活用の種類   | 例語   | 語形       | 語形     |      |
| -------- | ------------ | -------- | ------------ | ------ | ------------ | ------ | ---------- | -------- | ---- |
| 動詞     | 四段活用     | 書く     | かか         | -a     | 五段活用     | 書く   | かか かこ  | -a -o    |      |
| 動詞     | ラ行変格活用 | あり     | あら         | -a     | 五段活用     | 書く   | かか かこ  | -a -o    |      |
| 動詞     | ナ行変格活用 | 死ぬ     | しな         | -a     | 五段活用     | 書く   | かか かこ  | -a -o    |      |
| 動詞     | 下一段活用   | 蹴る     | け           | -e     | 下一段活用   | 受ける | うけ       | -e       |      |
| 動詞     | 下二段活用   | 受く     | うけ         | -e     | 下一段活用   | 受ける | うけ       | -e       |      |
| 動詞     | 上一段活用   | 着る     | き           | -i     | 上一段活用   | 起きる | おき       | -i       |      |
| 動詞     | 上二段活用   | 起く     | おき         | -i     | 上一段活用   | 起きる | おき       | -i       |      |
| 動詞     | カ行変格活用 | 来       | こ           | -o     | カ行変格活用 | 来る   | こ         | -o       |      |
| 動詞     | サ行変格活用 | す       | せ           | -e     | サ行変格活用 | する   | し せ さ   | -i -e -a |      |
| 形容詞   | ク活用       | なし     | なから       | から   |              | ない   | なかろ     | かろ     |      |
| 形容詞   | シク活用     | 美し     | うつくしから | しから |              | ない   | なかろ     | かろ     |      |
| 形容動詞 | ナリ活用     | 静かなり | しづかなら   | なら   |              | 静かだ | しずかだろ | だろ     |      |
| 形容動詞 | タリ活用     | 堂々たり | だうだうたら | たら   |              | 静かだ | しずかだろ | だろ     |      |

## 言語学から見た未然形
形態論から見ると、日本語の動詞は子音語幹動詞と母音語幹動詞に分けられる。四段動詞をローマ字分析すれば、kak|anai・kak|imasu・kak|u…のように変化していないのはkなどの子音の部分までであることが分かる。この語の変化していない部分は語幹と呼ばれ、附属しているものは語尾と呼ばれるが、四段動詞は語幹が子音で終わるので子音語幹動詞である。なおこの基準からすれば、ラ行変格活用・ナ行変格活用動詞も子音語幹動詞であり、特定の語尾がつくときに不規則な語形をもつのみである。一方、一段動詞や二段動詞は語幹が母音で終わる母音語幹動詞である。ただし、文語において語幹母音は母音交替を起こして2通りの語形をもっているが、現代口語においては母音交替は起きず語幹は一定である。例えば「起きる」はoki|nai、oki|masu、oki|ru、oki|reba…、「食べる」はtabe|nai、tabe|masu、tabe|ru、tabe|rebaのようにeかiまでが語幹である。ちなみにサ行変格活用やカ行変格活用とされる「す（する）」「く（くる）」はこういった規則に合わない語形変化をするので不規則動詞に分類される。
このように見ると、いままで未然形としてまとめられていたものは以下の2通りの方法によって形成されていることが分かる。一つには子音語幹動詞と子音から始まる語尾をつける場合に子音の連続を避けるために母音が挿入されるもので、「ない」や「ず」「む」といった語尾が付くときには、つなぎに/a/が挿入されることによってア段音となるのである。
もう一つには母音/a/から始まる語尾がつく場合であり、子音語幹動詞には直接つき、ア段音となる。一方、母音語幹動詞に付く場合は、母音が連続してしまうので、これを避けるために/r/や/s/が挿入される。例えば受け身などを表す-(r)are-（れる・られる）や使役などを表す-(s)ase-（せる・させる）がこれであり、「書く」ではkak-are（書かれる）のようになるが、「食べる」ではtabe-rare（食べられる）のようにrが挿入される。
また形容詞・形容動詞は文語においてカリ活用やナリ活用といって「～からず」「～ならず」のようになるのであるが、これは語幹と否定の語尾「ず」との間に-ar-（あり）が入っているからである。「あり」は単体では存在を表す語であるが、語尾として使われると指定・措定の文法機能を果たしている。このため、その活用は子音語幹動詞「あり」に準拠して「から」になる。よって、この語形を分析すれば、以下のような構造をしている。
- うつくしからず - （（utukusik〈語幹〉 + ar〈語尾〉）〈派生語幹〉 + (a)z〈語尾〉）〈派生語幹〉 + u（語尾）

ちなみに現代口語では「あらず」の代わりに「ない」が使われるようになり、「うつくしくない」のようになったのであるが、丁寧形では「ありません」というように「ある」が維持されており、形容詞・形容動詞の丁寧形でも「おいしくありません」「静かではありません」のように「ある」が使われている。